# Ицкиси
Ицкиси (груз. იცქისი) — село в Грузии, на территории Сачхерского муниципалитета края (мхаре) Имеретия.

## География
Село находится в центральной части Грузии, на правом берегу реки Извары (левый приток Квирилы), на расстоянии приблизительно 6 километров (по прямой) к юго-востоку от города Сачхере, административного центра муниципалитета. Абсолютная высота — 614 метров над уровнем моря.

## Население
По результатам официальной переписи населения 2014 года, в Ицкиси проживало 399 человек (192 мужчины и 207 женщин). В национальной структуре населения грузины составляли 100 %.
| Год  | Население, человек |
| ---- | ------------------ |
| 2002 | 444                |
| 2014 | ↘ 399              |